# アミカン
アミカン株式会社は、三重県四日市市富田浜元町に本社を置く製網会社。1794年（寛政6年）に創業した老舗企業である。長く網勘製網（あみかんせいもう）の社名であったが、2000年（平成12年）に社名をアミカンに改めた。明星グループの中核企業である。

## 歴史

### 年表
- 1794年（寛政6年） - 創業。
- 1925年（大正14年）10月9日 - 網勘製網株式会社を設立。
- 2000年（平成12年）9月1日 - 関係会社のアムテック株式会社を合併。アミカン株式会社に社名を変更。
- 2001年（平成13年）10月31日 - 関係会社の明星株式会社を合併。
- 2010年（平成22年）9月10日 - 本社事務所など3件が登録有形文化財に登録される。
- 2021年（令和3年）1月26日 - 南富田町の製網工場に火災があった。

### 沿革
富田漁港があった事から、伊勢国三重郡富田では江戸時代から漁業に使用する漁網作り（製網）が盛んだった。1794年（寛政6年）には富田で網勘製網が創業し、伊藤勘作家が代々経営した。1868年（慶應4年）には富洲原で平田製網（後の平田紡績）が創業し、富田や富洲原はかつて漁網の生産出荷額日本一を誇っていた。これらの地区には伊藤平治郎が操業した三重浴布商会・三重織布や、伊藤平治郎が誘致した東洋紡績富田工場もある。
1898年（明治31年）には日本初の手動式製網機を開発した。創業130周年の1925年（大正14年）10月には網勘商店から網勘製網株式会社に改組した。
昭和初期の網勘製網は、第1工場の敷地は9900平方m・第2工場は33000平方m、本目編網機100台、手動式蛙股編網機50台・動力式蛙股編網機450台・営業部員25名・製造部員398名・鉄鋼部員18名・年間生産額120万円であり、販売先は日本以外に東南アジア・中華民国・ソビエト連邦・ノルウェー・スウェーデン・ポルトガル・オランダ・カナダ・メキシコに及んでいた。
1944年（昭和19年）の東南海地震では、事務所の南西にあった第一製網工場が倒壊したが、事務所は無傷であった。1959年（昭和34年）の伊勢湾台風では、富田地区と富洲原地区の多くの家屋が高波で被害を受けた。事務所は1階が浸水したものの、2階は富田の被災者の避難所となった。
網勘製網は漁業の衰退に合わせて事業を多角化し、漁網の販売高は売上高の3割以下にまで減少している。2000年（平成12年度）には社名をアミカンに変更した。

## 事業
製網部、工事部、受託派遣部、環境事業部、スポーツ事業部の5部からなる。
製網事業部は漁網の製造などを行っている。工事事業部では地元の四日市コンビナートの石油精製プラントの建設業務、四日市コンビナートの保守工事業務と各種プラントの設計業務・施工事業、エンジニアリング業務の請負などの派遣事業をしている。
創業以来、漁網ビジネスと製網事業を推進するため編網機の研究開発に努め、大正時代から昭和時代にかけて網勘式蛙又編網機を開発して大量生産による機械化・工業化を実現し、鉄工部を独立させて東洋工業株式会社を設立した。
スポーツ事業部では、水泳教室「トップスイミングクラブ」およびフィットネスジム「フィットネスブルバード」を運営している。

## 建築
昭和初期、富田の一本松付近の国道1号沿いに網勘製網の本社事務所が建設された。正確な竣工年は不詳。2階建て（一部3階建て）塔屋付きの洋風建築であり、外壁はスクラッチタイルが張られたモルタル洗い出し。当時の富田には瓦屋根の木造建築が多く、本社事務所は国道1号を通行する人々の目印となった。三角屋根に避雷針が立つ塔屋や、大きく張り出したベランダなどのデザインは、戦前の最新の建築様式である。褐色の木枠の窓、灰と茶色のタイルの対比となっている。屋上に上る階段室に開いた窓は角に取り付けられ、二段に区分された構造で丸みを帯びている。
2010年（平成22年）9月10日、「アミカン本社事務所」「アミカン本社正門」「アミカン本社煉瓦塀」の3件が登録有形文化財に登録された。

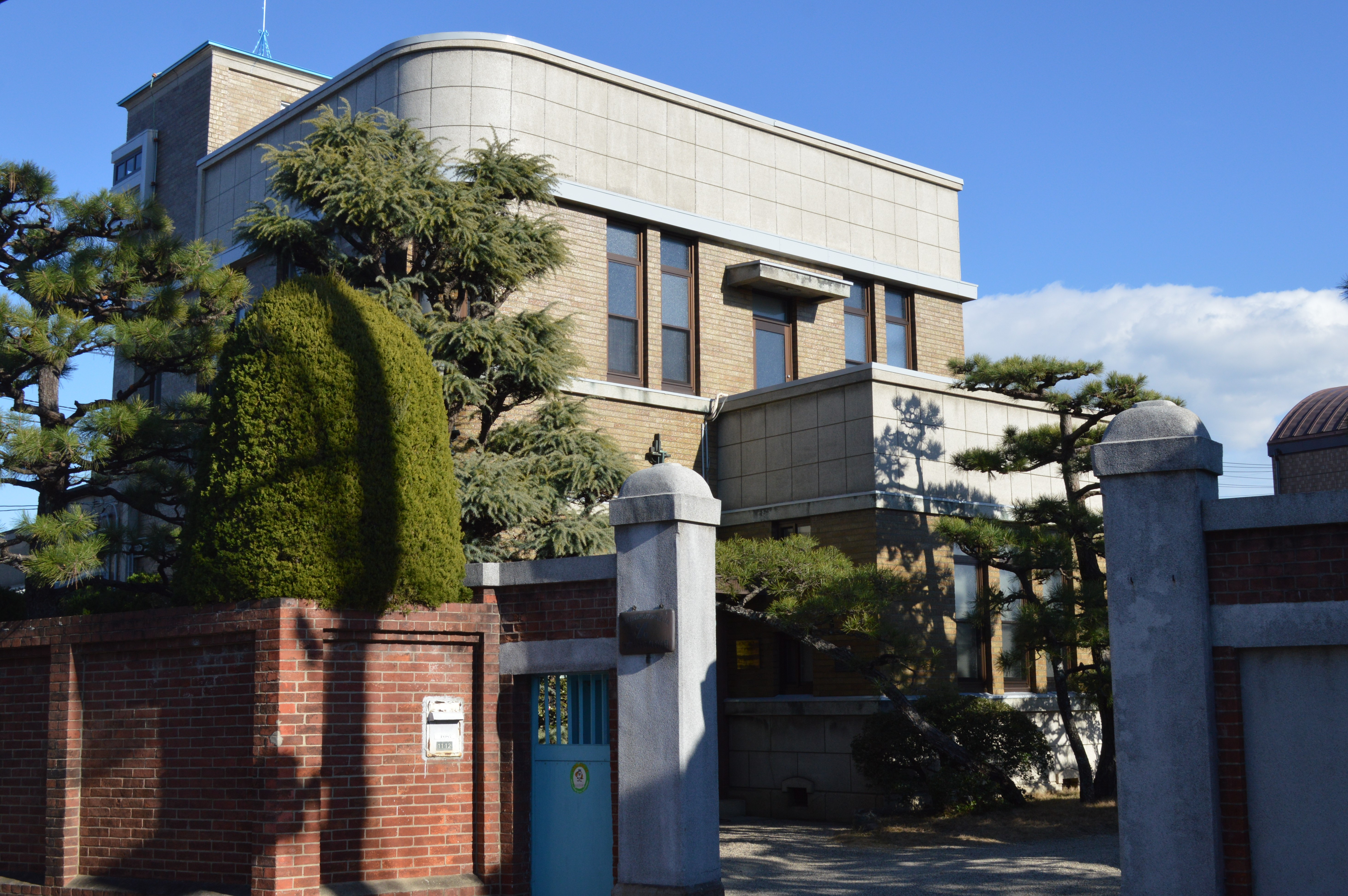
本社事務所
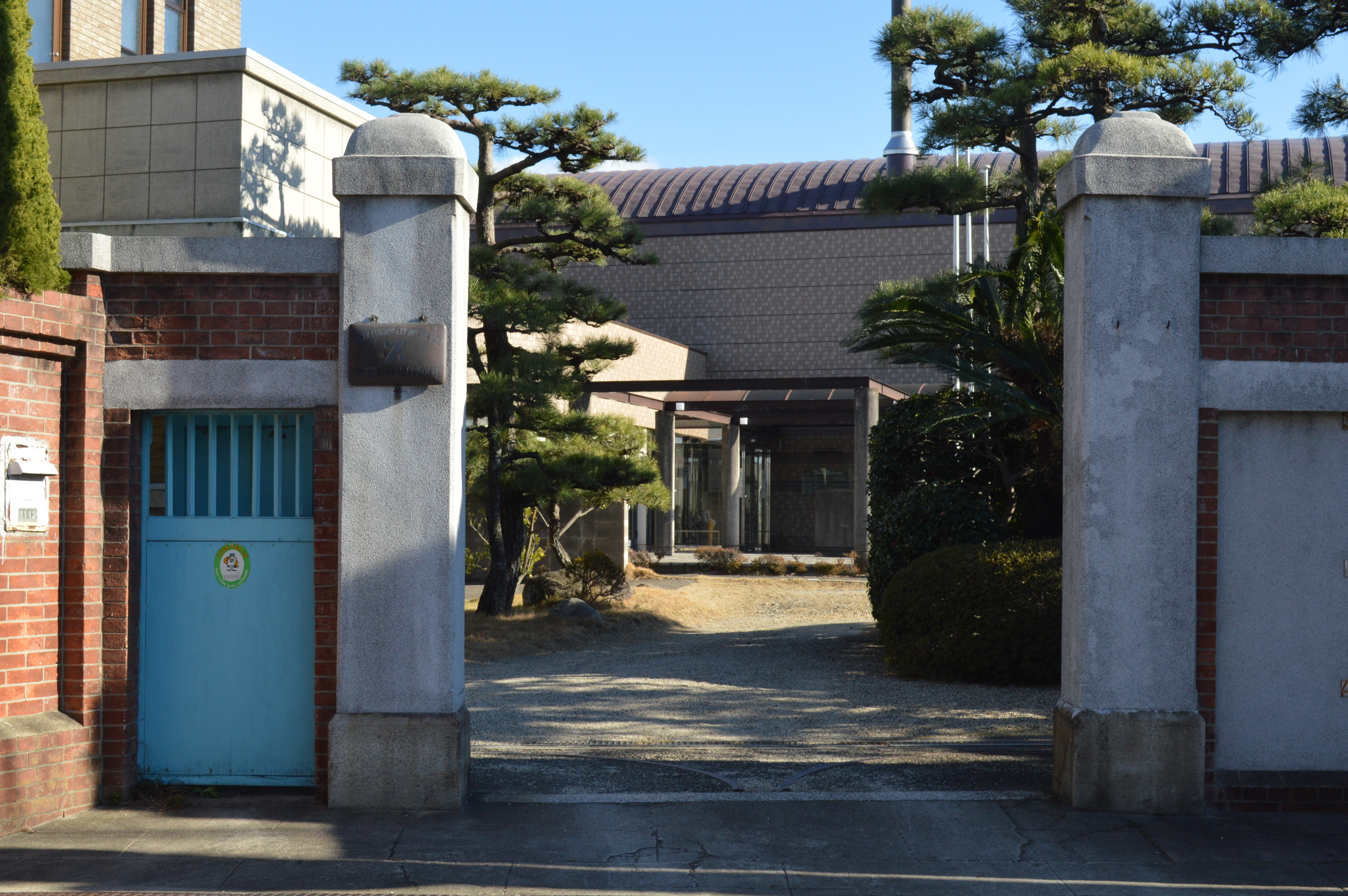
正門と煉瓦塀

## 関係会社
- 東洋工業株式会社
- 東洋電機株式会社
- ベル株式会社